# Polisot
Polisot je francouzská obec v departementu Aube v regionu Grand Est. Žije zde 322 obyvatel.

## Poloha obce
Obec leží na jihu departementu Aube. Přes obec protéká řeka Seina.

### Sousední obce
| Růžice kompasu |             | Bar-sur-Seine |                  | Růžice kompasu |
| Růžice kompasu | Villemorien | Sever         | Celles-sur-Ource | Růžice kompasu |
| Růžice kompasu | Villemorien | Polisot       | Celles-sur-Ource | Růžice kompasu |
| Růžice kompasu | Villemorien | Jih           | Celles-sur-Ource | Růžice kompasu |
| Růžice kompasu | Arrelles    | Polisy        |                  | Růžice kompasu |

## Vývoj počtu obyvatel
Počet obyvatel